# Rhinella quechua
Rhinella quechua és una espècie de gripau de la família Bufonidae. És endèmica de Bolívia. El seu hàbitat natural inclou montans secs, rius, aiguamolls d'aigua dolça. Està amenaçada d'extinció.